# 波赫維斯特涅沃區

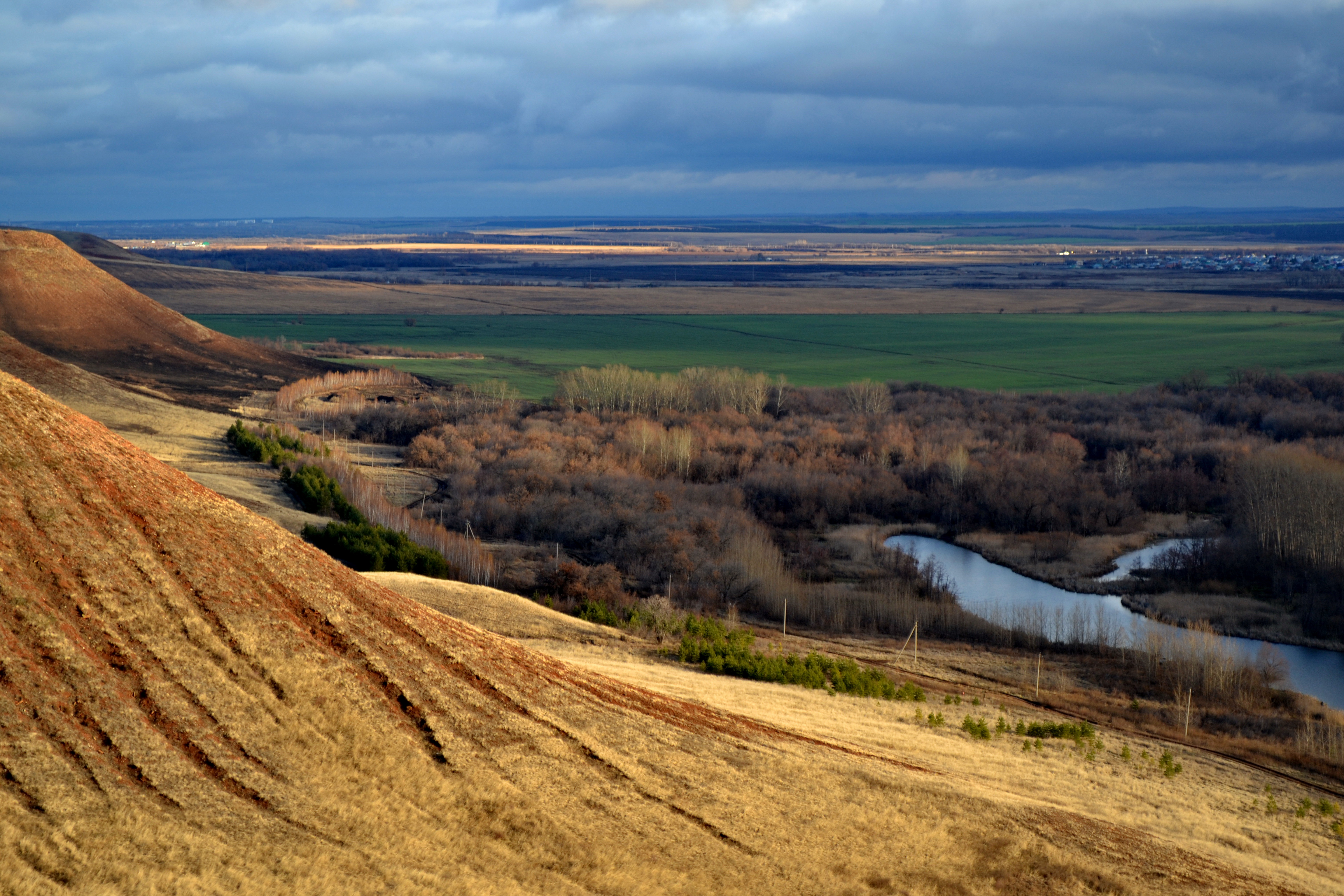

53°39′N 52°08′E / 53.650°N 52.133°E
波赫維斯特涅沃區（俄语：Похвистневский район），是俄羅斯的一個區，位於該國西南部，由薩馬拉州負責管轄，面積2,130平方公里，2010年人口29,027，人口密度每平方公里13.63人。